# Waalre
Waalre est une commune et un village des Pays-Bas de la province du Brabant-Septentrional.

## Personnalités
- Rein van Duivenboden (1999-), acteur, chanteur, auteur-compositeur-interprète et présentateur, est né à Waalre.

## Lien externe

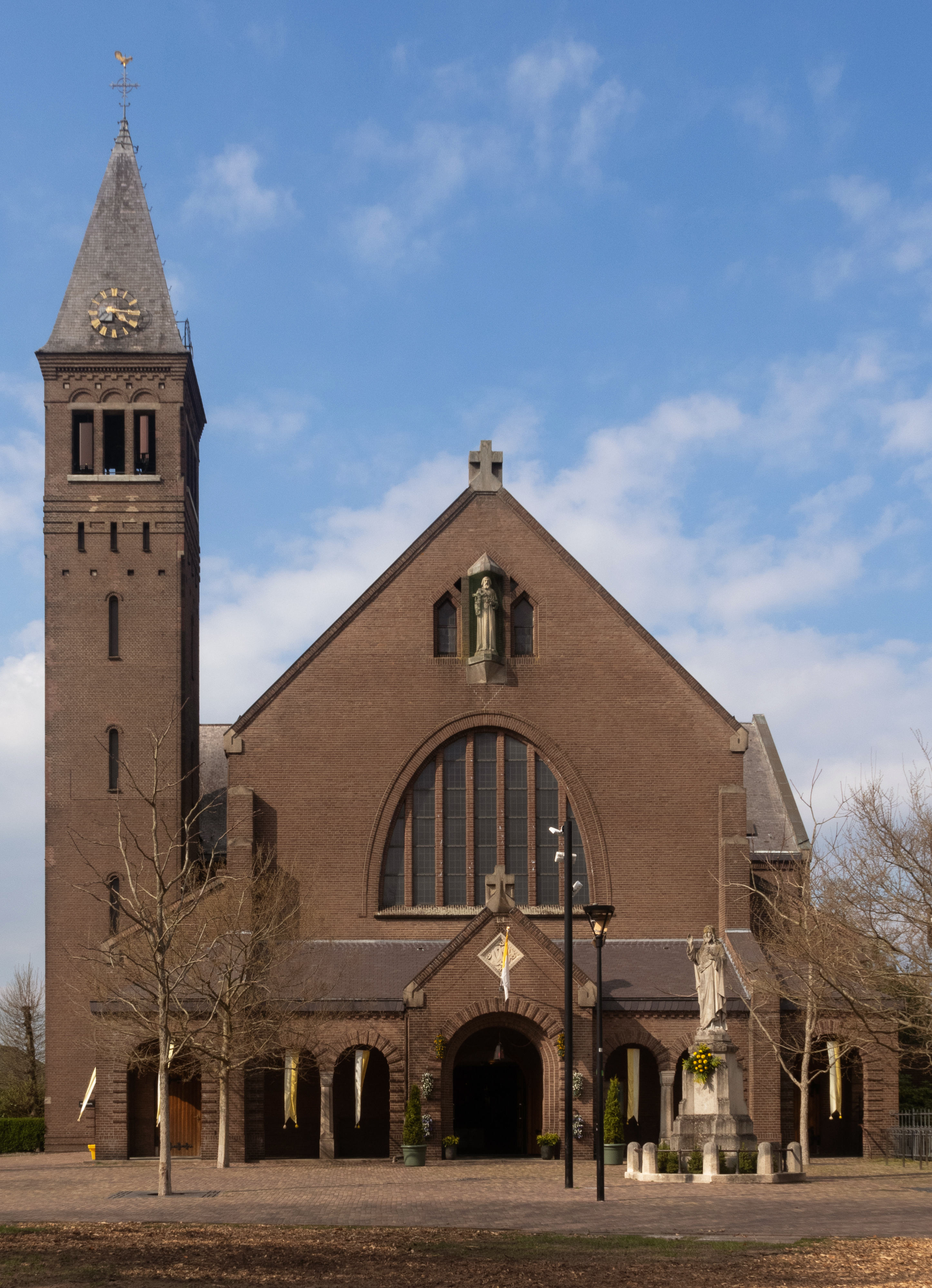
Waalre, l'église: la Sint-Willibrorduskerk